# 孫濂
孙濂，字濟帆（霁帆），贵州贵阳人，清朝政治人物、進士出身。

## 生平
道光十九年（1839年）己亥科鄉試第一，道光二十一年（1841年）辛丑恩科進士，三甲八十名，曾官四川榮昌縣知縣，曾官四川盐亭知县、宜宾知县、马边厅同知、保宁知府、成都知府、成绵龙茂道（川西道）等，后官至四川按察使。

## 家族
父孙谦豫是清道光二年进士。该父子是贵阳有名的父子进士。